# Пекинский научно-технический университет
Пекинский научно-технический университет (кит. упр. 北京科技大学, пиньинь Běijīng kējì dàxué), в прошлом Пекинский институт стали (кит. упр. 北京钢铁学院, пиньинь Běijīng gāngtiě xuéyuàn) — государственное высшее учебное заведение в Пекине, Китай. Университет известен разработками в области стали, сплавов, материалов.

## История
В 1952 году отделения Бэйянского университета, Таньшанского транспортного университета, Шаньдунского университета, Северо-восточного политехнического института и Хуабэйского института были объединены в Пекинский технический институт стали (кит. 北京钢铁工业学院). В 1960 году он был переименован в Пекинский институт стали (кит. 北京钢铁学院), а в 1988 году получил современное название.
В 1997 году университет был выбран для реализации первого этапа Проекта 211 (программы создания 100 университетов мирового класса в Китае в XXI веке).
В августе 2005 года открылось Тяньцзиньское отделение университета.
Во дворце спорта университета проходили соревнования по дзюдо и тхэквондо Летних Олимпийских игр 2008 года.

## Современное состояние
Сейчас в университете есть физический, химический, инженерный, экономический факультеты и факультет английского языка. Одно из крупнейших отделений — отделение наук о материалах. В университете обучаются около 20 тысяч студентов и 2 тысяч аспирантов и магистров; на отделении наук о материалах — 500 студентов и 200 аспирантов и магистров. 

## Международное сотрудничество
Университет сотрудничает с учебными заведениями в разных странах мира.
| Учебное заведение                                                | Страна           | Год установления |
| ---------------------------------------------------------------- | ---------------- | ---------------- |
| Технический университет Ахена                                    | Германия         | 1979             |
| Токийский технологический институт                               | Япония           | 1980             |
| Университет Макмастера                                           | Канада           | 1982             |
| Университет Лихай                                                | США              | 1982             |
| Пенсильванский университет                                       | США              | 1982             |
| Университет технологий Кюсю                                      | Япония           | 1984             |
| Королевский технологический институт                             | Швеция           | 1984             |
| Университет Лулео                                                | Швеция           | 1984             |
| Университет Канагава                                             | Япония           | 1985             |
| Университет Вуллонгонга                                          | Австралия        | 1985             |
| Университет Хоккайдо                                             | Япония           | 1986             |
| Силезский технический университет                                | Польша           | 1986             |
| Университет имени Поля Сабатье                                   | Франция          | 1986             |
| Университет наук Окаяма                                          | Япония           | 1987             |
| Политехническая школа Монреаля                                   | Канада           | 1987             |
| Калифорнийский университет[уточнить]                             | США              | 1987             |
| Технический университет Дортмунда                                | Германия         | 1987             |
| Колледж Куин Мэри                                                | Великобритания   | 1988             |
| Ливерпульский университет                                        | Великобритания   | 1988             |
| Мичиганский технологический университет                          | США              | 1989             |
| Московский институт стали и сплавов                              | Россия           | 1989             |
| Сунчхонский национальный университет                             | Республика Корея | 1993             |
| Университет Мидлсекс                                             | Великобритания   | 1994             |
| Ханойский технологический университет                            | Вьетнам          | 1996             |
| Федеральный университет Параны                                   | Бразилия         | 1996             |
| Чанвонский национальный университет                              | Республика Корея | 1997             |
| Фрайбергская горная академия                                     | Германия         | 1997             |
| Лувенский технологический институт                               | Бельгия          | 1997             |
| Университет Ла-Серена                                            | Чили             | 1997             |
| Университет Кюсю                                                 | Япония           | 1997             |
| Мельбурнский королевский технологический университет             | Австралия        | 1998             |
| Наньянский технологический университет                           | Сингапур         | 1998             |
| Ташкентский государственный технический университет              | Узбекистан       | 1998             |
| Университет Техаса в Арлингтоне                                  | США              | 2002             |
| Университет Тохоку                                               | Япония           | 2002             |
| Пхоханский университет науки и технологии                        | Республика Корея | 2004             |
| Муранский технологический институт                               | Япония           | 2004             |
| Национальная лаборатория Оук-Ридж                                | США              | 2004             |
| Научно-исследовательский институт промышленных наук и технологий | Республика Корея | 2004             |
| Университет Удине                                                | Италия           | 2004             |
| Кафедра материаловедения Оксфордского университета               | Великобритания   | 2005             |
| Университет Ганновера                                            | Германия         | 2005             |
| Университет Виктории                                             | Австралия        | 2005             |
| Университет Кейс Вестерн Резерв                                  | США              | 2005             |
| Университет Тор Вергата                                          | Италия           | 2005             |